# Mailberg (zámek)
Zámek Mailberg, původně hrad a řádová komenda, se nachází na kopci na jižním okraji historického centra vinařského města Mailberg (česky Mailberk) severovýchodně od Hollabrunnu, v regionu Weinviertel, ve spolkové zemi Dolní Rakousy, cca 12 km jihojihozápadně od moravských Jaroslavic. S menšími přestávkami je majetkem Maltézského řádu (dříve nazývaného řád johanitů; jeho plný název v současnosti zní Suverénní řád Maltézských rytířů).

## Historie
Majitel pozemku Chadolt von Zogelsdorf se roku 1147 zapojil do druhé křížové výpravy pod vedením markraběte Jindřicha II. Babenberského a roku 1146 daroval část svého majetku řádu johanitů, založenému roku 1099. Po jeho smrti se o dar přihlásil jeho synovec Chadolt von Harras. Jindřich II. spor urovnal dne 15. srpna 1156. Řád johanitů začal na malém návrší jižně od Mailbergu budovat opevněný klášter se špitálem a kostelem. Přítomnost řádu však lze doložit nejdříve potvrzením vlastnictví císařem Fridrichem I. Barbarossou ze dne 17. září 1156. Byla zde johanitská komenda.
V roce 1402 zdejší hrad přepadl Jan Sokol z Lamberka. Později husité.
V roce 1451 se na zdejším hradu uskutečnilo zasedání tzv. Mailberské jednoty, jehož výsledkem byla žádost zástupců stavů z Horních a Dolních Rakous k opatrovníkovi Ladislava Pohrobka – králi Fridrichovi, pozdějšímu císaři Fridrichovi III. Habsburskému, aby Ladislava Pohrobka propustil.
Počínaje rokem 1594 se komtur Karl Tettauer von Tettau ujal generální renovace objektu. Kromě hospodářských budov nechal budovu zbourat až po základy a začal s obnovou ve stylu pozdně renesančního zámku. Dva erby u brány a vnější zdi zámeckého kostela jej připomínají. V aliančním erbu se snoubí erb Tetauer a maltézský erb ve stylu pozdní gotiky a renesance.
Od roku 1658 zde působil jako komtur Leopold Karel z Koloniče, pozdější primas uherský. Nahromaděné dluhy vyrovnal, v roce 1661 se vyrovnal s dolnorakouskými zemskými stav. Kolem roku 1660, byla přestavba započatá Tettauerem z velké části dokončena. Kollonič nechal na úpatí hradního kopce postavit faru a inicioval barokní úpravu zámku a kostela. Na stropě přijímací místnosti v 1. patře fary je Kolloničův erb s biskupským kloboukem nad maltézským křížem. Kollonič je známý svou účastí na druhém tureckém obléhání Vídně v roce 1683. Zaplatil vojákům, zřídil nouzové nemocnice v klášterech, evakuoval děti z obleženého města a ubytoval je na zámku Mailberg.
V roce 1745 se velitelem stal Anton von Colloredo-Waldsee, který za císařovny Marie Terezie dosáhl hodnosti velmistra řádu a polního maršála. Od roku 1752 inicioval přestavbu a rozšíření tehdy nedokončeného zámku. Z období působení Colloreda pochází rozsáhlá barokní úprava zámku, zámeckého kostela, vnitřních místností a zámeckého parku. V roce 1788 zámek postihl velký požár.

## Současnost
Je zde zámecký hotel. Zámecký rytířský sál a krbová místnost byly upraveny pro pořádání svateb, seminářů a akcí. V klenutém zámeckém sklepení je restaurace a vinotéka, kde jsou nabízena vína zámeckého vinařství a Mailberského vinařského družstva „Mailberg Valley“.
Zámek je návštěvníkům přístupný v rámci prohlídek s průvodcem a při bohoslužbách v zámeckém kostele.